# Eysus
Eysus é uma comuna francesa na região administrativa da Nova Aquitânia, no departamento dos Pirenéus Atlânticos. Estende-se por uma área de 6,69 km². Em 2010 a comuna tinha 659 habitantes (densidade: 98,5 hab./km²).